# Циси (Мальборський повіт)
Циси (пол. Cisy, нім. Stadtfelde) — село в Польщі, у гміні Мальборк Мальборського повіту Поморського воєводства.
Населення — 320 осіб (2011).
У 1975-1998 роках село належало до Ельблонзького воєводства.

## Демографія
Демографічна структура станом на 31 березня 2011 року:
|          | Загалом | Допрацездатний вік | Працездатний вік | Постпрацездатний вік |
| -------- | ------- | ------------------ | ---------------- | -------------------- |
| Чоловіки | 154     | 42                 | 103              | 9                    |
| Жінки    | 166     | 51                 | 93               | 22                   |
| Разом    | 320     | 93                 | 196              | 31                   |